# أرت ستوكس
أرت ستوكس (بالإنجليزية: Art Stokes)‏ هو لاعب كرة قاعدة أمريكي، ولد في 13 سبتمبر 1896 في إميتسبورغ في الولايات المتحدة، وتوفي في 3 يونيو 1962 في تيتوسفيل في الولايات المتحدة.

## وصلات خارجية
- أرت ستوكس على موقعبيزبول رفرنس.كوم (الدوري الرئيسي) (الإنجليزية)